# Notophthiracarus notatus
Notophthiracarus notatus är en kvalsterart som först beskrevs av Wojciech Niedbała 200.  Notophthiracarus notatus ingår i släktet Notophthiracarus och familjen Phthiracaridae. Inga underarter finns listade i Catalogue of Life.